# Caroline Faye Diop
Caroline Faye Diop (ur. 11 lipca 1923 w Foundiougne, zm. 28 lipca 1992 w Dakarze) – senegalska polityk.
W 1963 została pierwszą kobietą posłanką w Senegalu – jedną z osiemdziesięciu parlamentarzystów II kadencji (1963–1968). Zajmowała się równouprawnieniem kobiet. Jej wybór otworzył drogę kariery politycznej dla innych kobiet w kraju. W 1978 prezydent Léopold Sédar Senghor mianował ją sekretarzem stanu ds. statusu kobiet.